# Iván Marcano
Iván Marcano Sierra (Santander, 23 de junio de 1987) es un futbolista español. Juega de defensa y se encuentra sin equipo tras abandonar el F. C. Porto.

## Trayectoria
Se incorporó a las secciones inferiores de Racing de Santander en 1997. Debutó en primera división el 30 de septiembre de 2007 ante la U. D. Almería, en el Estadio de los Juegos Mediterráneos, en dicho partido se lesionó, el resultado fue victoria del Racing de Santander por 0 a 1.
Reapareció en la Copa del Rey el 9 de enero de 2008 en La Romareda, ante el Real Zaragoza.
En la temporada 2008-09 disputó la Copa de la UEFA con el Racing de Santander. Esa misma temporada se consolidó como titular y como uno de los grandes valores del equipo, jugando bien de central o de lateral.
Metió su primer gol en Primera División el 28 de septiembre de 2008 en el partido frente al R. C. D. Mallorca en el Sardinero.
El 2 de julio de 2009 fichó por el Villarreal Club de Fútbol para las siguientes seis temporadas por unos seis millones de euros, que podían ser siete si el jugador y el club lograban ciertos objetivos fijados en el contrato. El Racing de Santander se reservó un 20 por ciento de un posible futuro traspaso.
El 10 de junio de 2010 se concretó la cesión del jugador cántabro al Getafe C. F. por una temporada. La temporada 2011-12 jugó en Grecia en el Olympiacos Fútbol Club de Ernesto Valverde.
En junio de 2012, tras confirmarse el descenso del Villarreal C. F. a Segunda División en la temporada 2011-12, fue traspasado al Rubin Kazán.

## Selección nacional
Iván Marcano debutó con la selección de fútbol sub-21 de España, el 22 de junio de 2009, frente a Finlandia, en el Europeo sub-21 disputado en Suecia, con resultado de 2-0 a favor de España, disputando los 90 minutos.

## Clubes
| Club                      | País     | Año       | Partidos | Goles |
| ------------------------- | -------- | --------- | -------- | ----- |
| Racing de Santander       | España   | 2007-2009 | 41       | 2     |
| Villarreal C. F.          | España   | 2009-2012 | 23       | 1     |
| Getafe C. F. (cedido)     | España   | 2010-2011 | 37       | 1     |
| Olympiacos F. C. (cedido) | Grecia   | 2011-2012 | 53       | 6     |
| F. C. Rubin Kazán         | Rusia    | 2012-2014 | 62       | 3     |
| F. C. Porto               | Portugal | 2014-2018 | 156      | 14    |
| A. S. Roma                | Italia   | 2018-2019 | 13       | 1     |
| F. C. Porto               | Portugal | 2019-2025 | 111      | 17    |

## Palmarés

### Campeonatos nacionales
| Título                      | Club              | País     | Año  |
| --------------------------- | ----------------- | -------- | ---- |
| Superliga de Grecia         | Olympiacos F. C.  | Grecia   | 2012 |
| Copa de Grecia              | Olympiacos F. C.  | Grecia   | 2012 |
| Supercopa de Rusia          | F. C. Rubin Kazán | Rusia    | 2012 |
| Superliga de Grecia         | Olympiacos F. C.  | Grecia   | 2013 |
| Primeira Liga               | F. C. Porto       | Portugal | 2018 |
| Primeira Liga               | F. C. Porto       | Portugal | 2020 |
| Copa de Portugal            | F. C. Porto       | Portugal | 2020 |
| Supercopa de Portugal       | F. C. Porto       | Portugal | 2020 |
| Primeira Liga               | F. C. Porto       | Portugal | 2022 |
| Copa de Portugal            | F. C. Porto       | Portugal | 2022 |
| Supercopa de Portugal       | F. C. Porto       | Portugal | 2022 |
| Copa de la Liga de Portugal | F. C. Porto       | Portugal | 2023 |
| Copa de Portugal            | F. C. Porto       | Portugal | 2023 |
| Copa de Portugal            | F. C. Porto       | Portugal | 2024 |
| Supercopa de Portugal       | F. C. Porto       | Portugal | 2024 |